# Mirella Forlivesi
Mirella Forlivesi (Pisa, 27 ottobre 1925) è un'artista italiana.

## Biografia
Si diplomò all'Istituto d'Arte di Lucca e frequentò la scuola di pittura dell'Accademia di belle arti di Firenze. Dopo essersi rivolta in un primo momento alla pittura e alla ceramica inizia in seguito ad interessarsi alla scultura e all'oreficeria. Negli anni settanta si trasferì a Milano.

## Attività artistica
Dopo aver partecipato al movomento costruttivista, nel 1999 entrò a far parte del "Gruppo Internazionale Madì" di Milano. Fra le esposizioni collettive, si ricorda in particolare la 14ª Triennale di Milano (1968). Due sue opere, acquisite nel 2003, figurano nella collezione artistica della Regione Toscana.